# Коломоєць Іван Євстафійович
Іван Євстафійович Коломоєць (нар. 5 січня 1925, село Закрівці, тепер село Цибульківка Царичанського району Дніпропетровської області — 1 вересня 1986, місто Гуляйполе Запорізької області) — український радянський діяч, 1-й секретар Приазовського районного комітету КПУ Запорізької області. Депутат Верховної Ради УРСР 10-го скликання.

## Біографія
З 1941 до 1945 року — в Червоній армії, учасник німецько-радянської війни.
Закінчив зоотехнічний технікум та Дніпропетровський сільськогосподарський інститут.
Член КПРС з 1953 року.
У 1954—1957 роках — головний зоотехнік Калінінської машинно-тракторної станції (МТС) Комишуваського району Запорізької області.
У 1957—1961 роках — секретар, 2-й секретар Комишуваського районного комітету КПУ Запорізької області.
У 1961—1962 роках — 1-й секретар Червоноармійського районного комітету КПУ Запорізької області.
У 1962—1965 роках — начальник Куйбишевського виробничого колгоспно-радгоспного управління Запорізької області.
У 1965—1973 роках — 1-й секретар Гуляйпільського районного комітету КПУ Запорізької області.
У 1973—1985 роках — 1-й секретар Приазовського районного комітету КПУ Запорізької області.
У 1985—1986 роках працював у Запорізькому обласному агропромисловому комітеті.

## Нагороди
- орден Леніна
- орден Жовтневої Революції
- орден Трудового Червоного Прапора
- орден Вітчизняної війни І ст. (6.04.1985)
- орден Слави ІІІ ст.
- медалі
- заслужений працівник сільського господарства Української РСР (1977)